# Liste des saints du Ier siècle

Cette liste concerne un certain nombre de saints des Églises catholiques et orthodoxe, ayant vécu au Ier siècle.

## A
- Saint Ananie
- Saint André
- Saint Antipas de Pergame
- Saint Apollinaire de Ravenne
- Saintes Priscille et Aquila

## B
- Saint Barthélemy

## D
- Sainte Flavia Domitilla

## E
- Saint Étienne
- Saint Évode d'Antioche

## F
- Saint Félix de Nole

## J
- Saint Jacques d'Alphée
- Saint Jacques de Zébédée
- Saint Jacques le Juste
- Saint Jean
- Saint Joseph
- Saint Jude

## L
- Saint Lin (pape)
- Saint Longin le Centurion
- Saint Luc

## M
- Saint Marc
- Sainte Marcelle
- Sainte Marie
- Sainte Marie de Béthanie
- Sainte Marie Madeleine
- Saint Matthias
- Saint Matthieu

## O
- Saint Oronce de Lecce

## P
- Sainte Pétronille
- Saint Paul de Tarse
- Saint Philippe
- Saint Pierre
- Sainte Prisca la Romaine
- Saint Prosdocime de Padoue

## S
- Saint Simon le Zélote

## T
- Saint Thomas
- Saint Tropez de Pise